# Górnik Wałbrzych
Górnik Wałbrzych (offiziell Klub Sportowy Górnik Wałbrzych) ist ein Sportklub aus der polnischen Stadt Wałbrzych (deutsch: Waldenburg) in der Woiwodschaft Niederschlesien. 

## Vereinsgeschichte
Der Klub wurde am 22. März 1946 gegründet. Zwischen 1983 und 1989 spielte Górnik Wałbrzych insgesamt 6 Saisons in der 1. polnischen Liga. Höchste Platzierung war jeweils der 6. Platz in der Saison 1983/84 und 1985/86. Anfang der 1990er geriet Górnik in große Finanznot und musste mit dem Stadtrivalen Zagłębie Wałbrzych fusionieren. Der 1992 neu gegründete Verein hieß KP Wałbrzych, später Górnik/Zagłębie Wałbrzych und spielte in der 2. Liga. Die sportliche Talfahrt ging jedoch weiter, so dass der Verein, der mittlerweile wieder als Górnik Wałbrzych antrat, 2008 in der 4. polnischen Liga spielte. 2009/10 stieg man in die 2. Liga (Staffel West) und damit in die dritthöchsten Spielklasse im Land auf. In der Saison 2014/15 stieg der Verein als Vorletzter wieder in die 3. Liga ab. 2016 wurde man zwar Erster, scheiterte jedoch in den Playoffs an Polonia Warschau. In den späten 1960er und 1970er Jahren galt der Verein als eine große Talentschmiede des polnischen Fußballs. 1968 und 1973 konnte man die polnische Jugendmeisterschaft gewinnen.

## Stadion
Heimspielstätte von Górnik Wałbrzych ist das rund 15.000 Zuschauer fassende Stadion 1000-lecia.

## Spieler
- Włodzimierz Ciołek (1977–1978, 1983–1987)
- Henryk Janikowski (19??–1980, 1983–19??)
- Janusz Góra (1984–1985, 1987)
- Tadeusz Dolny (1984–1987)
- Robert Warzycha (1985–1987)